# André Claveau
André Claveau (Párizs, 1911. december 17. – Agen, 2003. július 4.) francia énekes, színész.
Az 1958-as Eurovíziós Dalfesztivál győztese volt Dors, mon amour című dalával.

## Filmográfia
- Le Destin s'amuse
- Les Vagabonds du rêve
- Cœur-sur-Mer
- Pas de vacances pour Monsieur le Maire
- Les Surprises d'une nuit de noces
- Un jour avec vous
- Rires de Paris
- Saluti e baci
- French Cancan
- Prisonniers de la brousse